# Lückentexttest

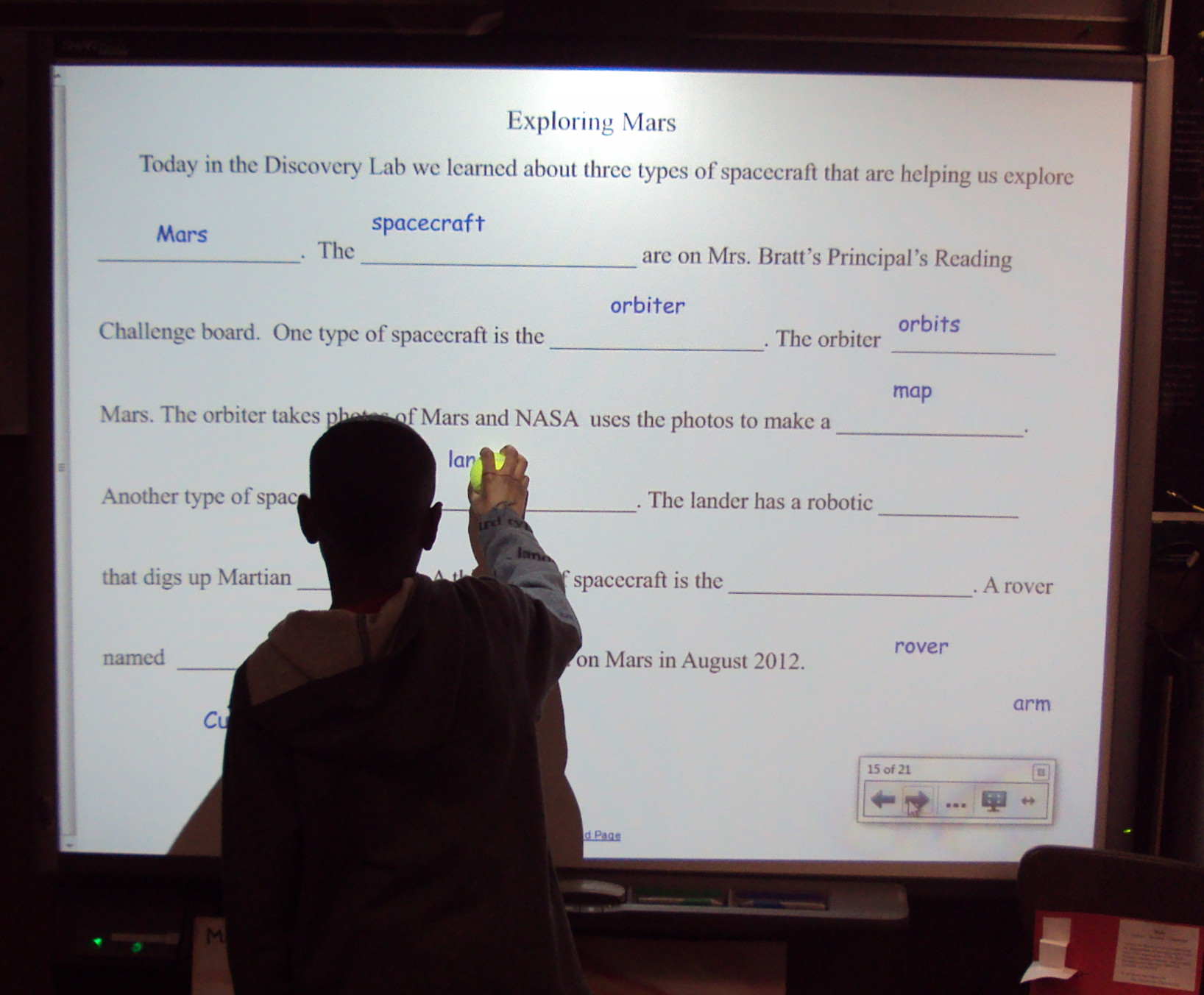
Beispiel eines Lückentextes in schwarzer Schrift, dessen Lücken in blau ausgefüllt werden.

Ein Lückentexttest bzw. Lückentest (englisch cloze test) ist ein Test oder eine Übung bestehend aus einem Lückentext. Ein Lückentext ist ein Text, in dem Buchstaben, Silben, Wörter oder Satzteile ausgelassen wurden. Die Testteilnehmer oder Schüler sind aufgefordert, die fehlenden Textteile (Textlücken) zu ergänzen. Die einzusetzenden Textteile können auch in ungeordneter Reihenfolge der Testperson vorgegeben werden.
Lückentext-Tests erfordern die Fähigkeit, Texte zu verstehen (Sprachverständnis) und den Wortschatz zu beherrschen, um zu erkennen, welche Wörter in die Textlücken einzutragen sind.
Unter der Bezeichnung Cloze Procedure werden diese Tests auch zur Messung der Lesbarkeit eines Textes eingesetzt.
Mit sogenannten Lückentext-Generatoren können mit Computerhilfe Lückentests oder Lückentext-Arbeitsblätter bequem erstellt werden.

## Beispiel
Ein Lehrer könnte seinen Schülern folgenden Lückentext vorgeben:
„Heute ging ich zum __________ und kaufte etwas Milch und Eier. Ich wusste, dass es regnen könnte, aber ich vergaß meinen ___________ und wurde ____.“
Die Wörter „kaufte etwas Milch und Eier“ weisen auf den Ort des Geschehens hin, also einen Supermarkt, einen Tante-Emma-Laden oder einfach einen Laden. Die zweite Lücke könnte mit „Regenschirm“ oder „Regenmantel“ gefüllt werden, während zum Schluss das Wort „nass“ oder „durchnässt“ passt.